# Consentement à l'impôt en France
Le principe du consentement à l'impôt s'oppose à l'origine  à l'absolutisme du souverain en matière fiscale. En France, il est affirmé dès le 17 juin 1789, et sera ensuite repris dans les articles 13 et 14 de la Déclaration des droits de l'homme et du citoyen de 1789. Il exige que les impôts soient consentis par les citoyens ou par leurs représentants.

## Historique
C'est à partir du XIIIe siècle et du XIVe siècle en Europe de l'Ouest que lorsque le suzerain avait besoin d'argent, principalement pour des dépenses militaires, il demandait aux différents ordres de la société (noblesse, clergé, villes franches) de lever des impôts. Leurs réunions forment la racine des assemblées : États généraux en France, Parlement en Grande-Bretagne.
Alexis de Tocqueville caractérise l'Ancien Régime par l'absence du consentement à l'impôt : 
J'ose affirmer que, du jour où la nation, fatiguée des longs désordres qui avaient accompagné la captivité du roi Jean et la démence de Charles VI, permit aux rois d'établir un impôt général sans son concours, et où la noblesse eut la lâcheté de laisser taxer le tiers état pourvu qu'on l'exceptât elle-même ; de ce jour-là fut semé le germe de presque tous les vices et de presque tous les abus qui ont travaillé l'ancien régime pendant le reste de sa vie et ont fini par causer violemment sa mort ; et j'admire la singulière sagacité de Commines quand il dit : « Charles VII, qui gagna ce point d'imposer la taille à son plaisir, sans le consentement des états, chargea fort son âme et celle de ses successeurs, et fit à son royaume une plaie qui longtemps saignera. » (...)  Il faut étudier dans ses détails l'histoire administrative et financière de l'ancien régime pour comprendre à quelles pratiques violentes ou déshonnêtes le besoin d'argent peut réduire un gouvernement doux, mais sans publicité et sans contrôle, une fois que le temps a consacré son pouvoir et l'a délivré de la peur des révolutions, cette dernière sauvegarde des peuples. (L’Ancien Régime et la Révolution, 1856, page 171).
Pour Jean-Jacques Rousseau dans le Discours sur l'économie politique, « les impôts ne peuvent être établis légitimement que du consentement du peuple ou de ses représentants ».
C'est en 1789 que les États généraux posent le principe de consentement à l'impôt.
En pratique, chaque année, la représentation nationale autorise l'État à percevoir l'impôt par le vote de l'article 1er de la loi de finances,. Si le refus du consentement à l'impôt a pu être à l'origine d'initiatives individuelles[évasif], les électeurs n'ont jamais porté au pouvoir une majorité de représentants hostiles à l'impôt, par conséquent ce consentement a toujours été validé.
Plusieurs révoltes fiscales et jacqueries ont eu lieu sous l'ancien comme le nouveau régime. Celles-ci ne sont pas forcément liées au montant de l'impôt, mais à son injustice.
Au cours de la décennie 2010 en France, un sentiment d'injustice et de montant trop élevé de l'impôt nuisent au consentement à l'impôt,.
L'explication avancée est que la population voit de plus en plus l'impôt comme le payement d'un service dont il est client et de moins en moins un devoir de citoyen. L'insatisfaction du service public rendu par rapport à son coût conduit alors à une baisse du consentement à l'impôt, favorisant l'évitement fiscal, et à une demande d'individualisation du financement du service public, au prorata de son utilisation,,,.
Une enquête statistique, des observations et des entretiens menés auprès de contribuables ordinaires venus au guichet pour contester, négocier ou payer leurs impôts, et publiés en 2018 par le sociologue Alexis Spire, montre un paradoxe concernant le civisme fiscal en France : « ce sont les ménages bénéficiaires des politiques sociales qui se montrent les plus critiques à l’égard des prélèvements. À l’inverse, l’adhésion au système fiscal est d’autant plus fièrement revendiquée par les membres des classes supérieures qu’ils peuvent en apprivoiser les règles ». Après retraitement des données, il constate que l'impôt est plus accepté dans les grandes villes que dans les petites villes et les zones rurales, chez les vieux que chez les jeunes, chez les plus diplômés que chez les moins diplômés (à l'exception de l'ISF). Globalement, 88 % des contribuables sont d'accord avec la proposition « la France est un pays où l'on paie trop de charges et trop d'impôts ».
Lors de la crise des gilets jaunes en France, le consentement à l'impôt est remis en question : selon un sondage, seuls 54 % des Français ont l'impression de faire un « un acte citoyen », c'est-à-dire civique, en payant leurs impôts, une large majorité trouve leur montant excessif, et juge que le système fiscal est inégalitaire.

## Décisions du conseil constitutionnel
Le conseil constitutionnel considère que l'impôt est consenti s'il résulte d'une loi votée par le parlement, en application de l'article 34 de la constitution de 1958. Le principe de clarté de la loi en matière fiscale découle de l'article 14 de la déclaration des droits de l'homme et du citoyen de 1789. Les lois fiscales peuvent être rétroactives si leur nécessité fiscale est démontrée.